# Wolfspoot
De wolfspoot (Lycopus europaeus) is een overblijvende, waterminnende plant uit de lipbloemenfamilie (Lamiaceae).

## Kenmerken
De plant kan tot circa een meter hoog worden en de rechtopstaande, vierkantige stengel is meestal vertakt.
De eironde tot lancetvormige, tegenoverstaande bladeren zijn ingesneden tot gezaagd en kunnen aan de voet  veerspletig zijn. Ze zijn vaak opvallend geelgroen tot lichtgroen. Schijnkransen met kleine bloemen zijn in de maanden juni tot september etagegewijs te zien in de bladoksels aan de stengel. Ze zijn wit met aan de binnenzijde paarse stipjes die te beschouwen zijn als honingmerk. De bloemkroon is tweezijdig symmetrisch en bevat twee meeldraden met helmknoppen.

## Verspreiding
Wolfspoot is aan te treffen op drassige plaatsen zoals in vochtige bossen, moerassen en in de oevervegetatie langs wateren. Het is op die plaatsen een algemeen voorkomende plant. Wolfspoot wordt ook wel aangetroffen op vochtige muren langs het water.

## Ecologischeaspecten
De plant is de waardplant van voor verschillende bladmineerders:
- Coleophora albitarsella: de gangmijn kan aan boven en onderzijde van het blad zitten
- Chromatomyia horticola heeft een licht of niet gekronkelde gangmijn
- Phytomyza lycopi heeft een sterk gekronkelde gangmijn
- Amauromyza labiatarum heeft een smalle gang uitmondend in een blaasmijn

## Gebruik
De plant bevat lycopeen, looistoffen en bitterstoffen. Deze helpen om jodiumproductie in de schildklier te voorkomen. Extracten van de plant worden daarom nog steeds verwerkt in medicijnen tegen verschillende aandoeningen tegen overmatige schildklieractiviteit en aanverwante kwalen als de ziekte van Graves.

## Afbeeldingen

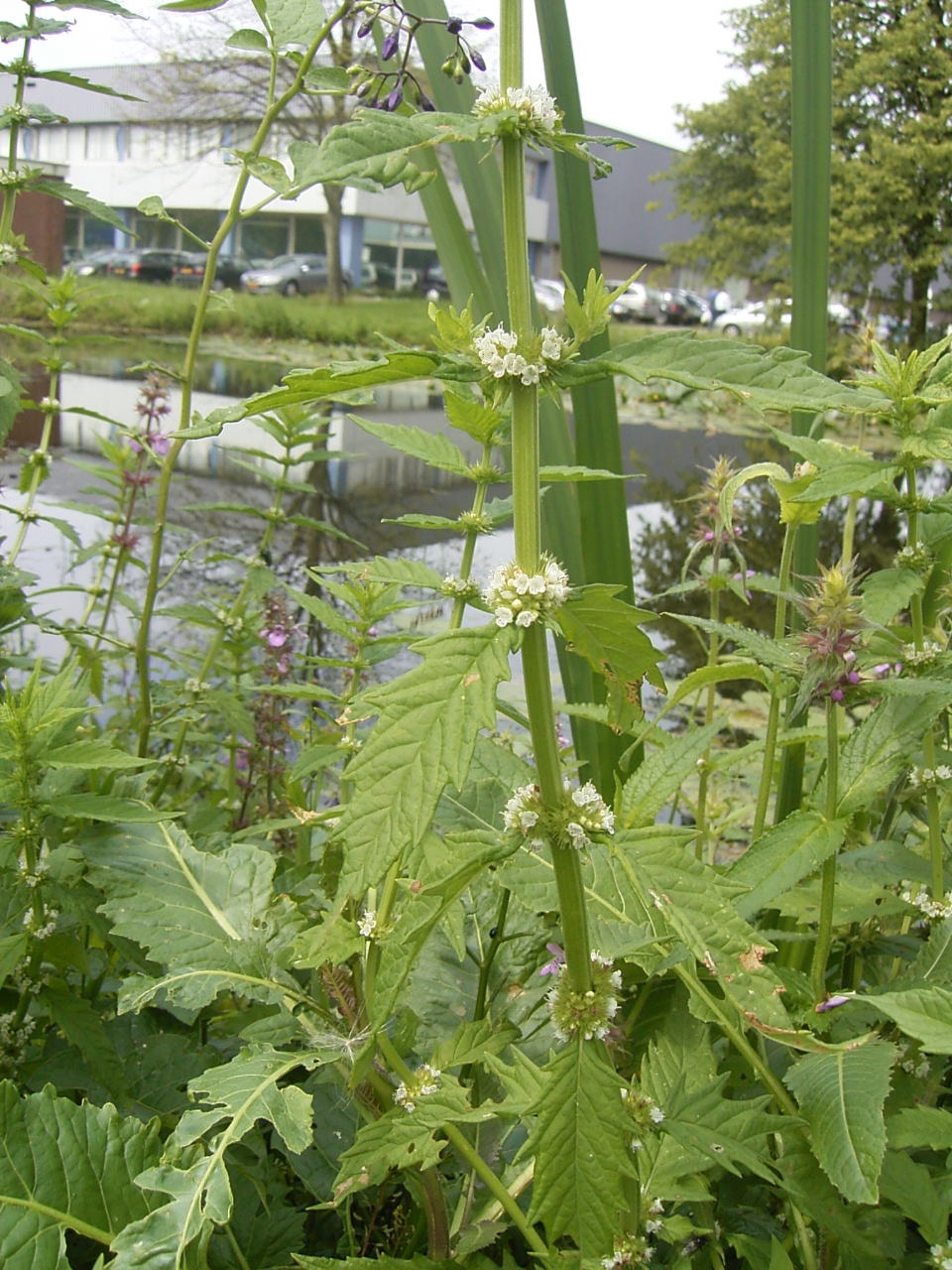
Bloeiwijze
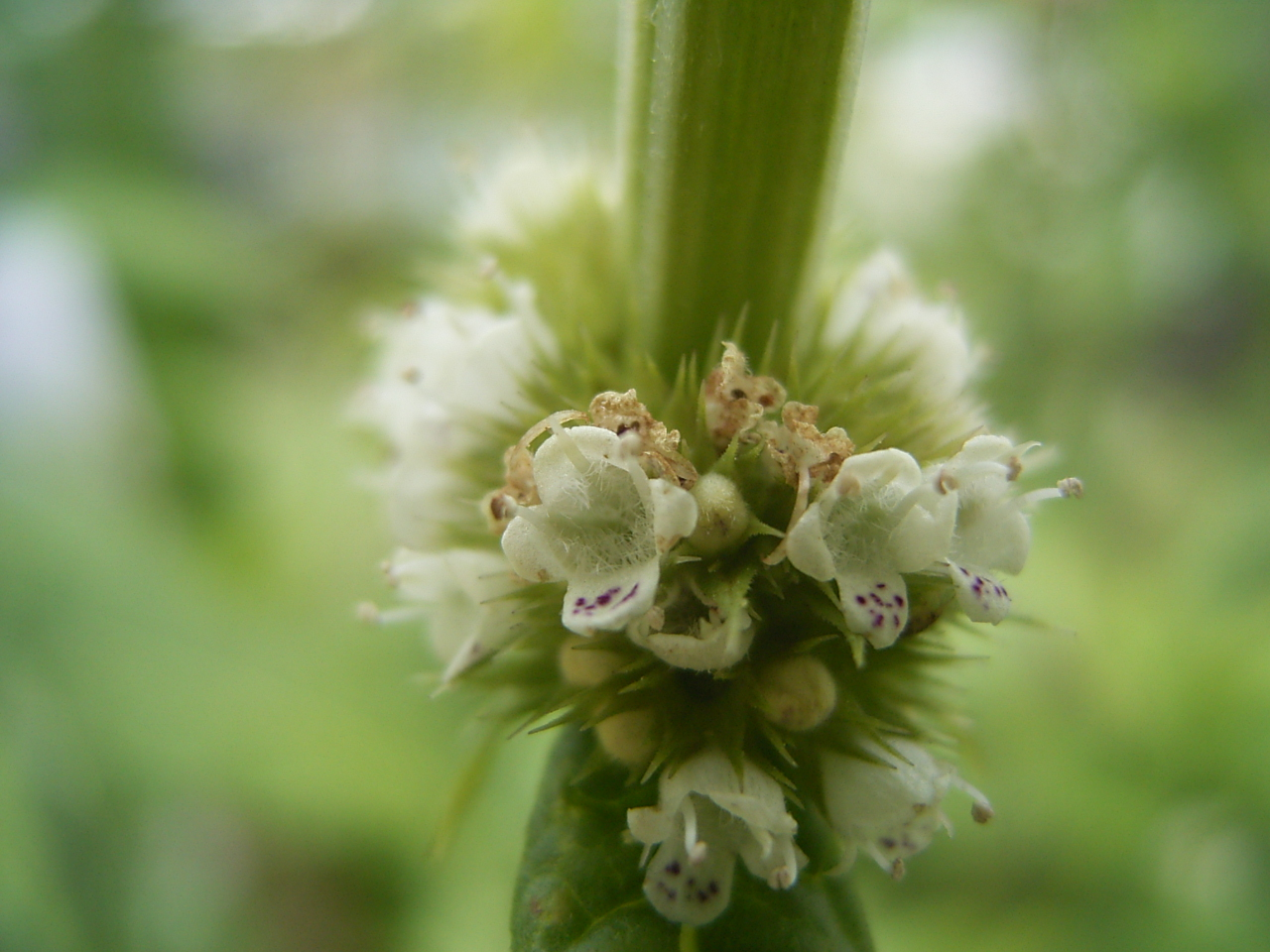
Bloemkrans
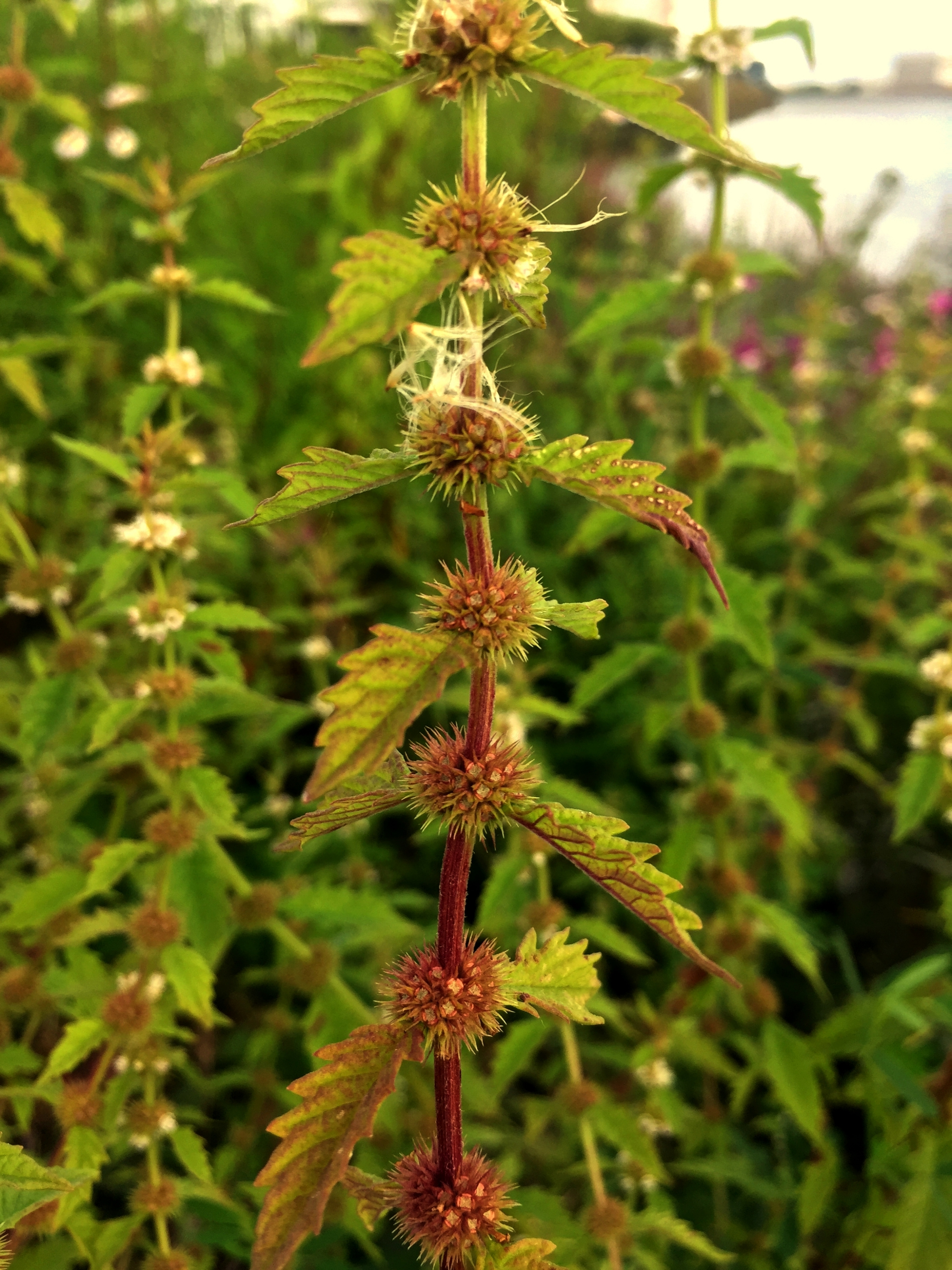
uitgebloeid
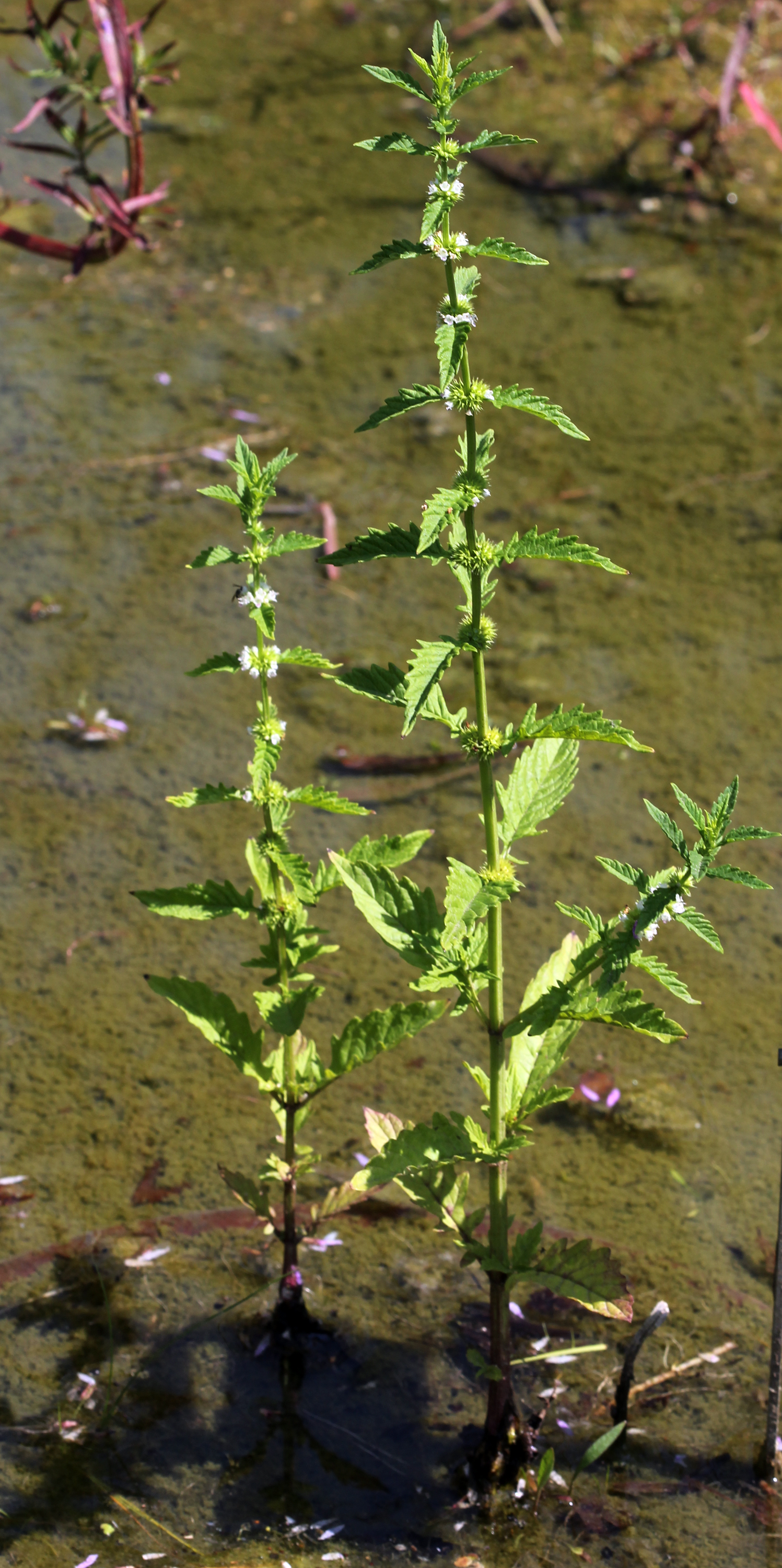
Moerasplant